# 연제어단
연제어단(攣鞮於單, ? ~ )은 흉노의 태자다. 군신선우의 아들로, 숙부 이지사선우에게 쫓겨나 전한에 망명했다.

## 생애
군신선우의 태자로, 원삭 3년 겨울(기원전 127년) 아버지가 죽고 숙부 이지사선우가 스스로 선우로 서서 공격해 격파되자 전한으로 도망쳤다. 전한에서는 이해 여름(기원전 126년) 4월 병자일(초7일)에 섭안후(涉安侯)에 봉했으나, 5월에 죽었다. 아들이 없어 섭안후국은 폐지됐다.
사와다 이사오(沢田 勲)는 저서 《흉노》에서, 연제어단이 병약했기 때문에 전한에 망명하고 얼마 못 가 죽은 것이고, 당시 흉노가 무제와 맞서고 있었기에 병약한 연제어단 대신 이지사선우를 세워 흉노와 맞서려 한 것이 아닌가 추측했다.

## 출전
- 반고: 《한서》 권94 상 흉노전 상